# Teleobjektiv
Objektiv som har en längre brännvidd än ett normalobjektiv kallar man för teleobjektiv. Brännvidden avgör objektivets synfält vilket är förhållandevis litet jämfört synfältet av ett normalobjektiv. Objektivets brännvidd i samband med sensorstorleken i kameran avgör vilken del av motivet som kommer med på bilden. Ett objektiv anpassat till en viss storlek av bildsensor har normalt ett cirkulärt synfält vars diameter motsvarar diagonalen på kamerans bildsensor. Ju längre objektivets brännvidd är, desto mindre del av motivet kommer med på bilden som därmed uppfattas som förstorad. Ett objektiv med steglöst justerbar brännvidd kallas zoomobjektiv.

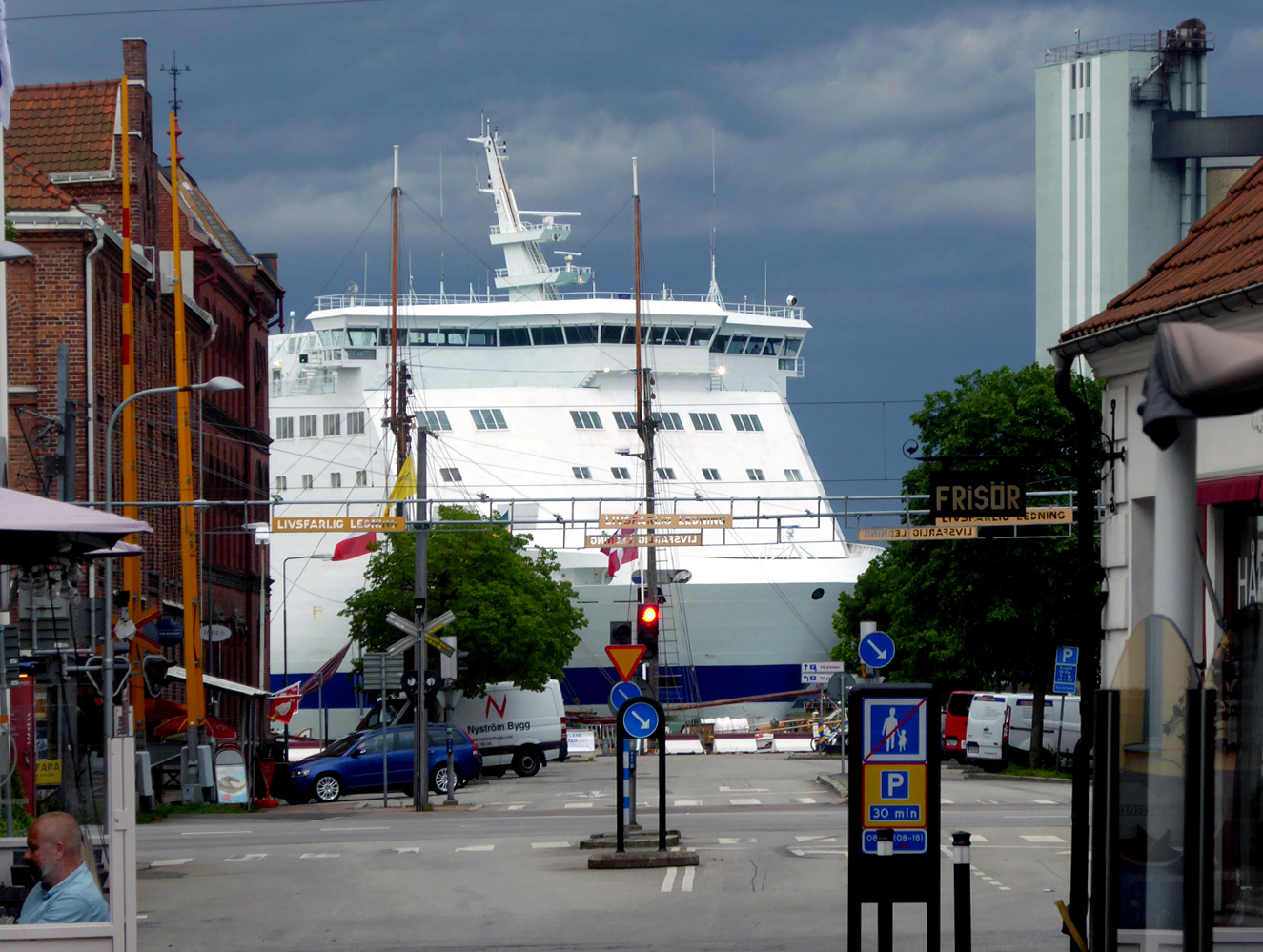
Ett exempel på den komprimerande effekt som teleobjektivet ger. Brännvidden är 200 mm, från mannen nere i vänster bildkant är det 300 meter till fartyget i hamnen.

Extremt långa brännvidder från 300 mm uppåt används ofta till sport- och naturfotografi.
De flesta teleobjektiv använder konventionell optik med grupper av refraktiva linselement. Moderna teleobjektiv med långa brännvidder använder idag också diffraktiva linselement av typen Fresnel-lins för att reducera tjocklek och vikt av de större linselementen. Är objektivet konstruerat enligt principen för spegelteleskop så är det i allmänhet kortare, lättare och billigare. Tyvärr så har denna typ av teleobjektiv ännu inte lyckats producera en bildkvalitet som är jämförbar med bildkvaliteten från ett teleobjektiv med glasoptik, varför man idag inte ser spegelobjektiv i professionellt bruk. Ett spegelobjektiv ger dessutom betydligt sämre ljusstyrka än ett konventionellt objektiv.
Moderna teleobjektiv erbjuder idag snabb och tyst automatisk fokus, precis som andra moderna objektiv.
Teleobjektiv erbjuder dessutom optisk kompensation för mindre vibrationer och oönskade rörelser av kamera och objektiv under exponering. Denna anti-vibrations-teknologi har olika namn beroende på tillverkaren men syftar till att via elektroniskt rörlig optik hålla bilden på bildsensorn stilla under exponeringen. Denna teknik är effektiv under exponeringar längre än 1/250 sekund och tillåter därför längre exponeringstider än vanligt under dåliga ljusförhållanden utan att bildskärpan degenererar på grund av mindre skak eller vibrationer.      

## Telekonverter

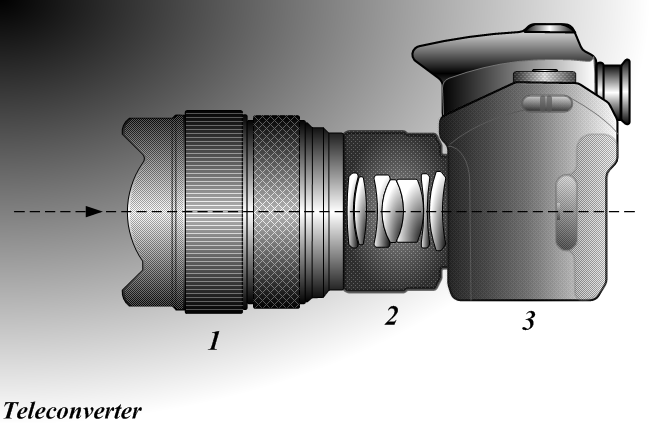
Telekonverter

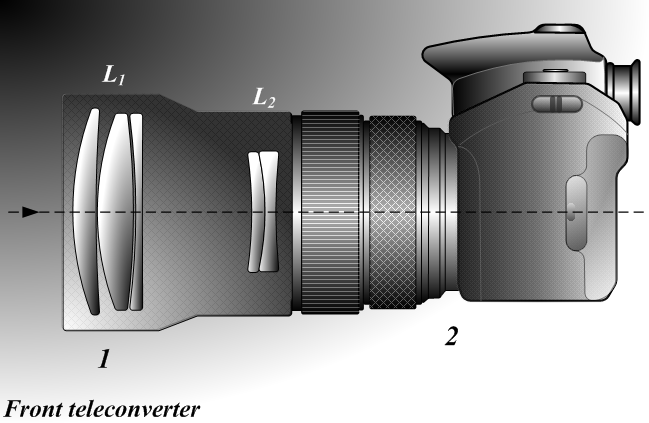
Front telekonverter

Telekonverter eller teleförlängare är en linskombination som monteras fram eller bak på objektivet.
De vanligaste multiplicerar brännvidden för ett teleobjektiv med en faktor av 1,4, 1,7, eller 2,0. Användandet av en telekonverter reducerar emellertid objektivets ljustransmission med mellan 1, 1.5 och 2 steg respektive beroende på telekonverterns fokallängd. 
Alternativet till att använda en telekonverter är att beskära och därmed delförstora bilden. Med moderna, digitala bildsensorer med 36 eller 50 MP (miljoner pixlar) blir detta alternativ mer och mer praktiskt eftersom många reproduktioner inte kräver mer än cirka 10 MP för att ge en fullgod bild. Man räknar med att en teleconverter degraderar upplösningen av den slutliga bilden med mellan 10 och 30% beroende på fokallängden av telekonvertern. En kombination av ett teleobjektiv, en mild 1,4 telekonverter, och viss beskärning av den slutliga bilden är därför idag en vanlig lösning.  

## Bildens "komprimering"
En bild tagen med teleobjektiv ser ut att vara komprimerat i djupled. Detta har egentligen inget med teleobjektivet att göra; det rör sig om lagarna för perspektivet. Motsvarande effekt uppnås med kortare brännvidd, om bilden beskärs och sedan förstoras till samma utsnitt.